# 直越道
直越道（ただごえのみち）とは、河内国と大和国とを結ぶ古代の道のことである。最短ルートではあるが生駒山地を横切ることになり、かなり険しい道筋であった。現在の暗越奈良街道（くらがりごえならかいどう）とはルートの一部が重なっていると考えられている。
古事記にも登場する古道である。